# Aechmea tuitensis
Aechmea tuitensis là một loài thực vật có hoa trong họ Bromeliaceae. Loài này được Magaña & E.J.Lott mô tả khoa học đầu tiên năm 1986.